# Риджентс-парк (станция метро)
Риджентс-парк (англ. Regent's Park tube station) — станция глубокого заложения линии «Бейкерлоо» лондонского метро, расположенная между станциями «Бейкер-стрит» и «Оксфордская площадь» в 175 метрах к югу от Риджентс-парка в лондонском Вестминстере. Относится к первой тарифной зоне. Является второй из наименее посещаемых станций метро, расположенных в первой тарифной зоне с суммарным пассажирооборотом в 2017 году — 3,61 млн человек (первая — станция «Северный Ламбет» с суммарным пассажиропотоком в 2015 году в 3,5 млн человек).
В отличие от большинства других станций линии BS&WR на станции «Риджентс-парк» нет наземного вестибюля. На станцию можно добраться на лифте либо по лестнице из 96 ступенек. В связи с тем, что станция обслуживается лифтами, в период с 10 июля 2006 года по 14 июня 2007 года доступ на станцию был закрыт для проведения капитального ремонта лифтового хозяйства и других частей станции.
Станция расположена в 175 метрах к западу от станции метро Грейт-Портленд-стрит, которая находится в шаговой доступности. Подземного сообщения между станциями нет, однако в нескольких минутах ходьбы на восток находится пересадочная станция на три линии метро: «Метрополитен», «Хаммерсмит-энд-Сити» и Кольцевую линию.
Ближайшие достопримечательности:
- собственно Риджентс-парк (англ. Regent’s Park) — парк регента;
- Королевская академия музыки (англ. Royal Academy of Music) — консерватория;
- Королевский колледж врачей (англ. Royal College of Physicians) — «Королевская коллегия врачей» — британское общество профессиональных врачей медицины общего профиля и её узких направлений;
- церковь Святой Троицы (англ. Holy Trinity Church, Marylebone) — англиканская церковь (Вестминстер, Лондон) относится к I классу бывшей англиканской церкви, построена в 1828 году в стиле классицизма по проекту сэра Джона Соуна;
- Портленд-Плейс (англ. Portland Place) — необычайно широкая улица в районе Марлибон (Центральный Лондон), названа в честь третьего герцога Портленда. На улице находится: Дом радиовещания BBC (англ. BBC Broadcasting House), здания посольств Китая и Польши, Королевский институт британских архитекторов (англ. Royal Institute of British Architects), а также многочисленные жилые особняки;
- Харли-стрит (англ. Harley Street) — улица в районе Марлибон (Центральный Лондон), получившая известность в XIX веке благодаря множеству обосновавшихся там специалистов различных областей медицины.

## История
Станция была открыта 10 марта 1906 года на железно-дорожной линии «Бейкер-стрит и Ватерлоо» (англ. Baker Street & Waterloo Railway, BS&WR). Изначально Парламент Великобритании не дал разрешения BS&WR на строительство станции в Риджентс-парке. Разрешение было добавлено к уже частично построенной линии в 1904 году.

## Трафик
Трафик по линии составляет от 18 (по воскресеньям) до 22 (часы пик) пар поездов в час (п/ч). Схема движения по станции по будним дням в нерабочее время и в течение всего дня по субботам, выглядит следующим образом:
- 20 пар поездов в час (п/ч) до станции «Элефант-энд-Касл[англ.]» (южное направление).
- 6 пар поездов в час (п/ч) до станции «Харроу-энд-Уэлдстон[англ.]» через «Стоунбридж-парк[англ.]» и «Королевский парк» (северное направление);
- 3 пары поездов в час (п/ч) до станции «Стоунбридж-парк[англ.]» через «Королевский парк» (северное направление);
- 11 пар поездов в час (п/ч) до станции «Королевский парк» (северное направление);

Пиковое обслуживание в будние дни осуществляется с одной либо двумя дополнительными парами поездов в час на участке «Королевский парк» — «Элефант-энд-Касл», а по воскресеньям в течение дня на участок «Королевский парк» — «Элефант-энд-Касл» выдаётся на две пары поездов в час меньше, чем в не пиковом графике.

## Иллюстрации

Станция «Риджентс-парк»
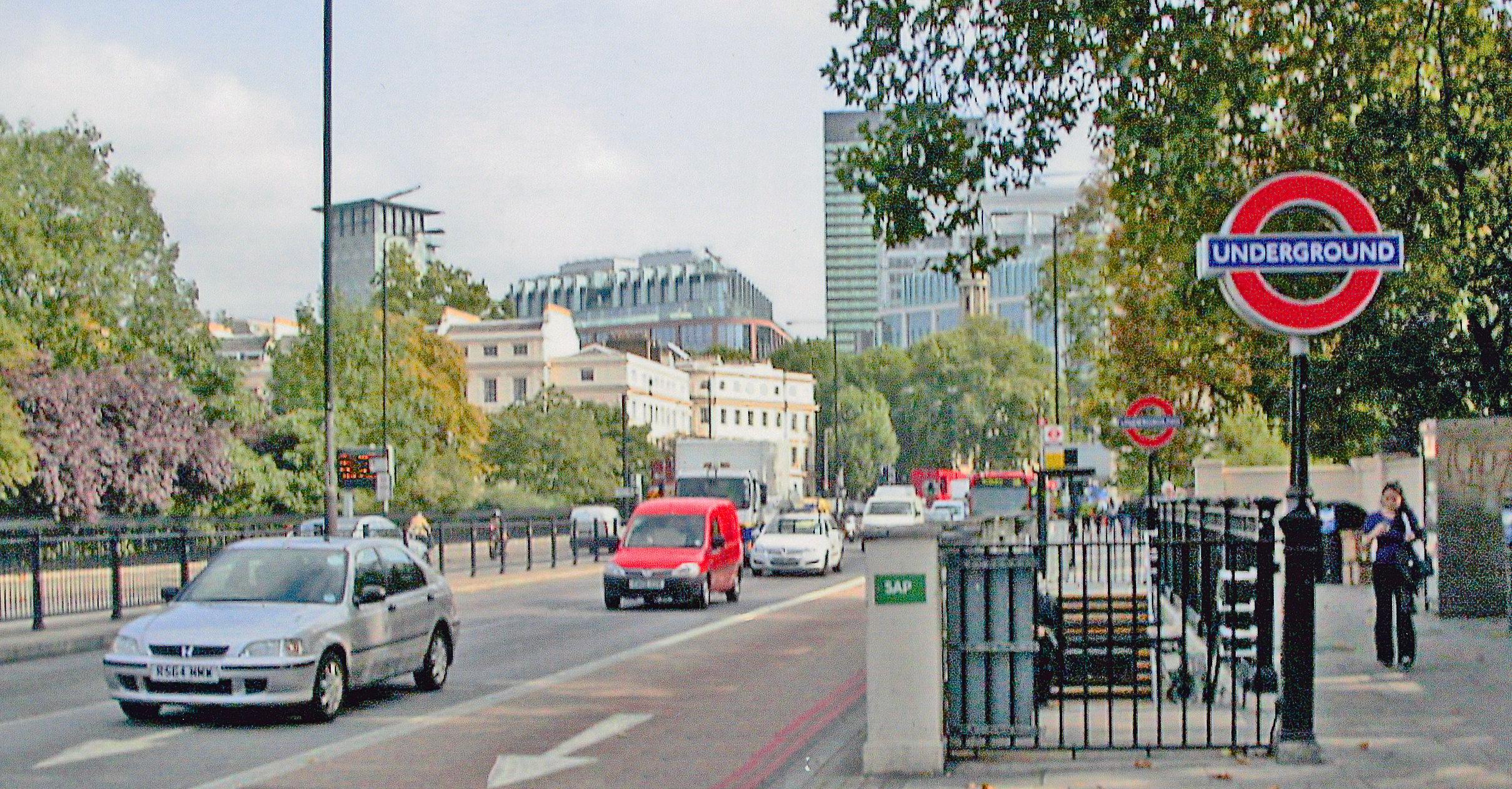
Вход на станцию
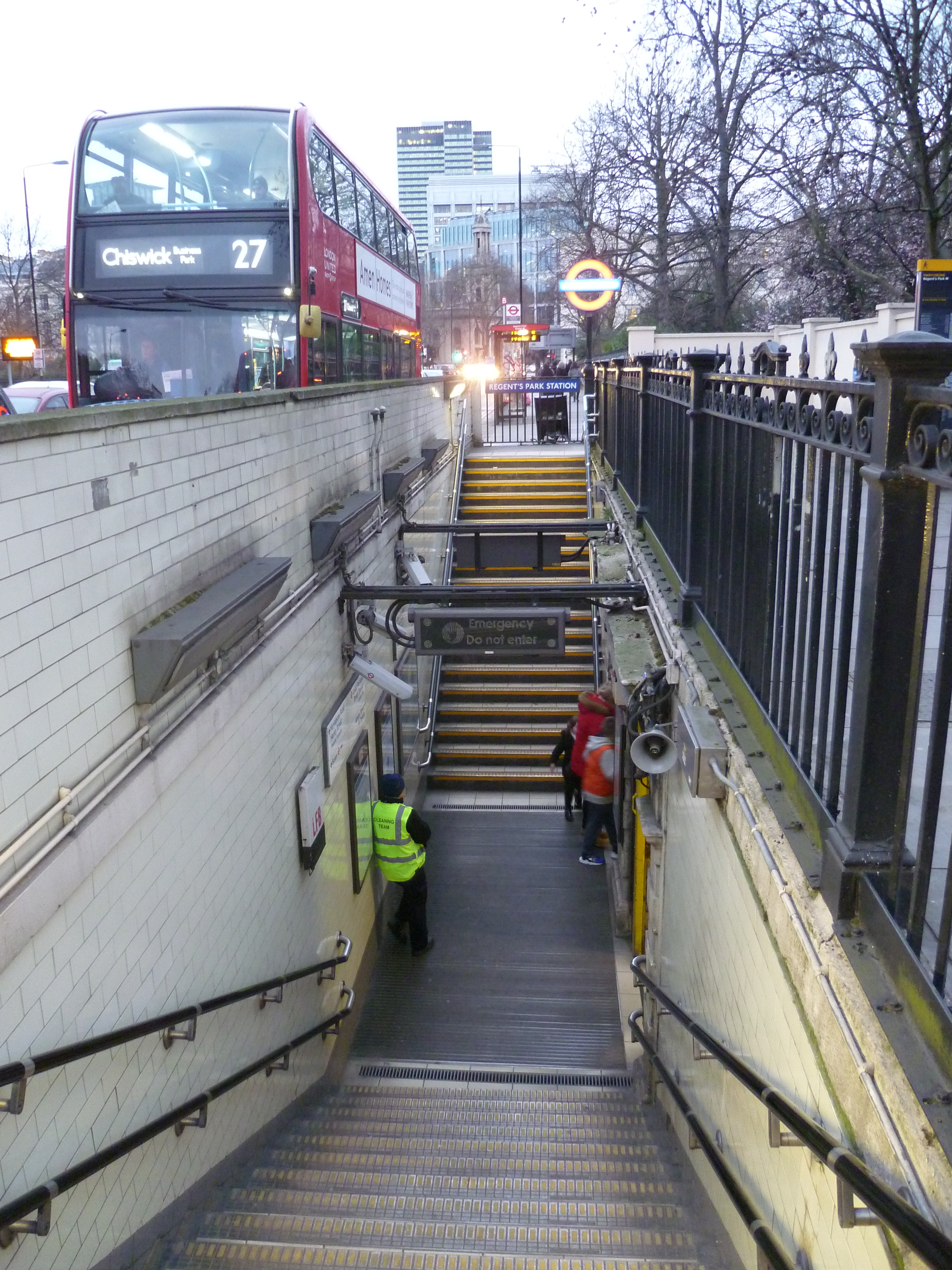
Вход
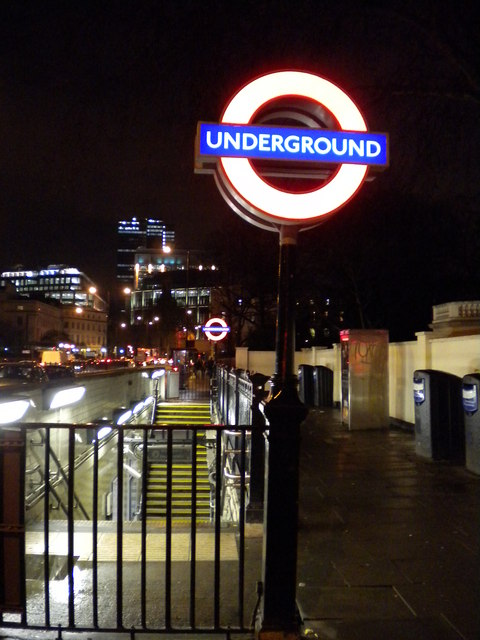
Ночью
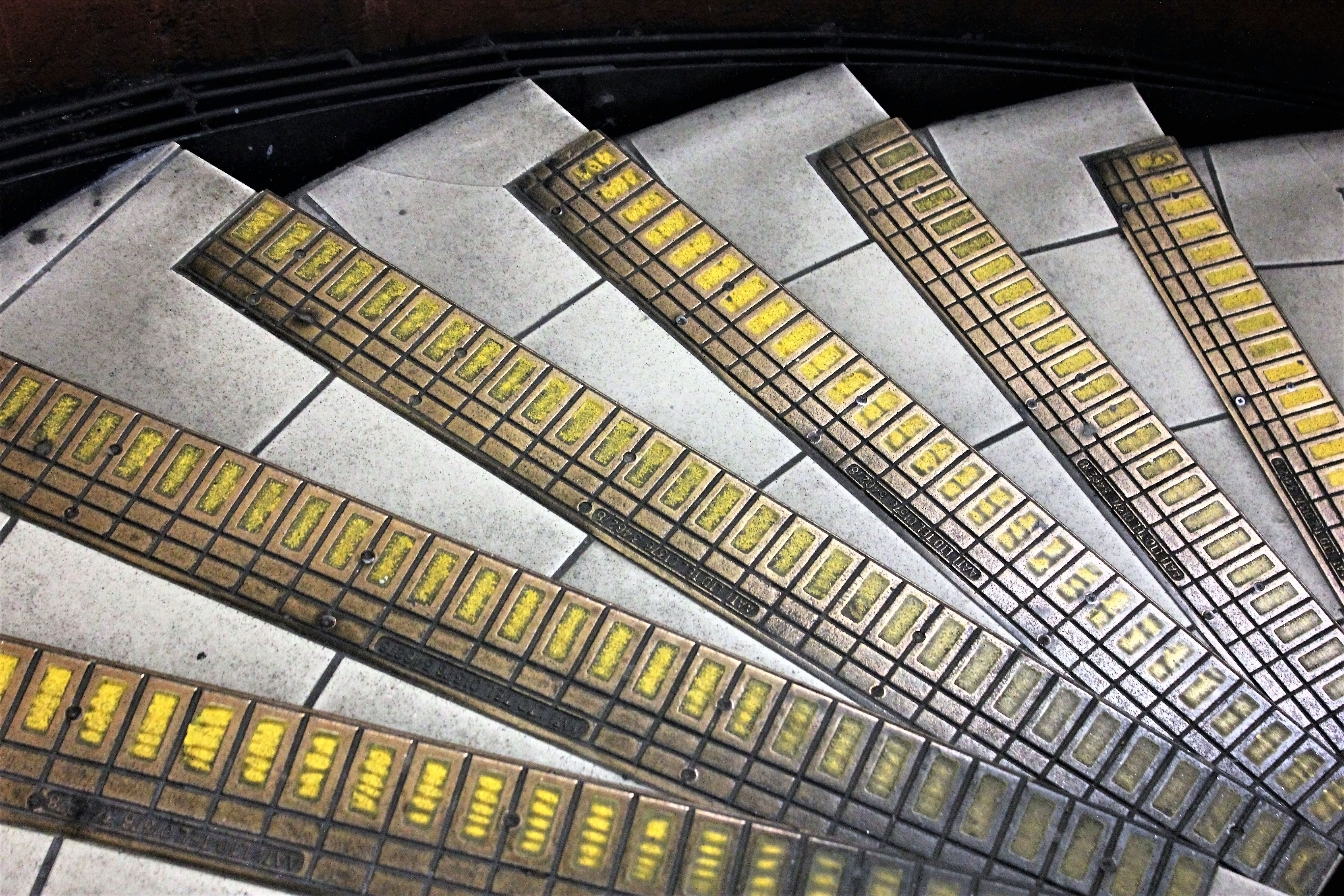
Лестница на платформу
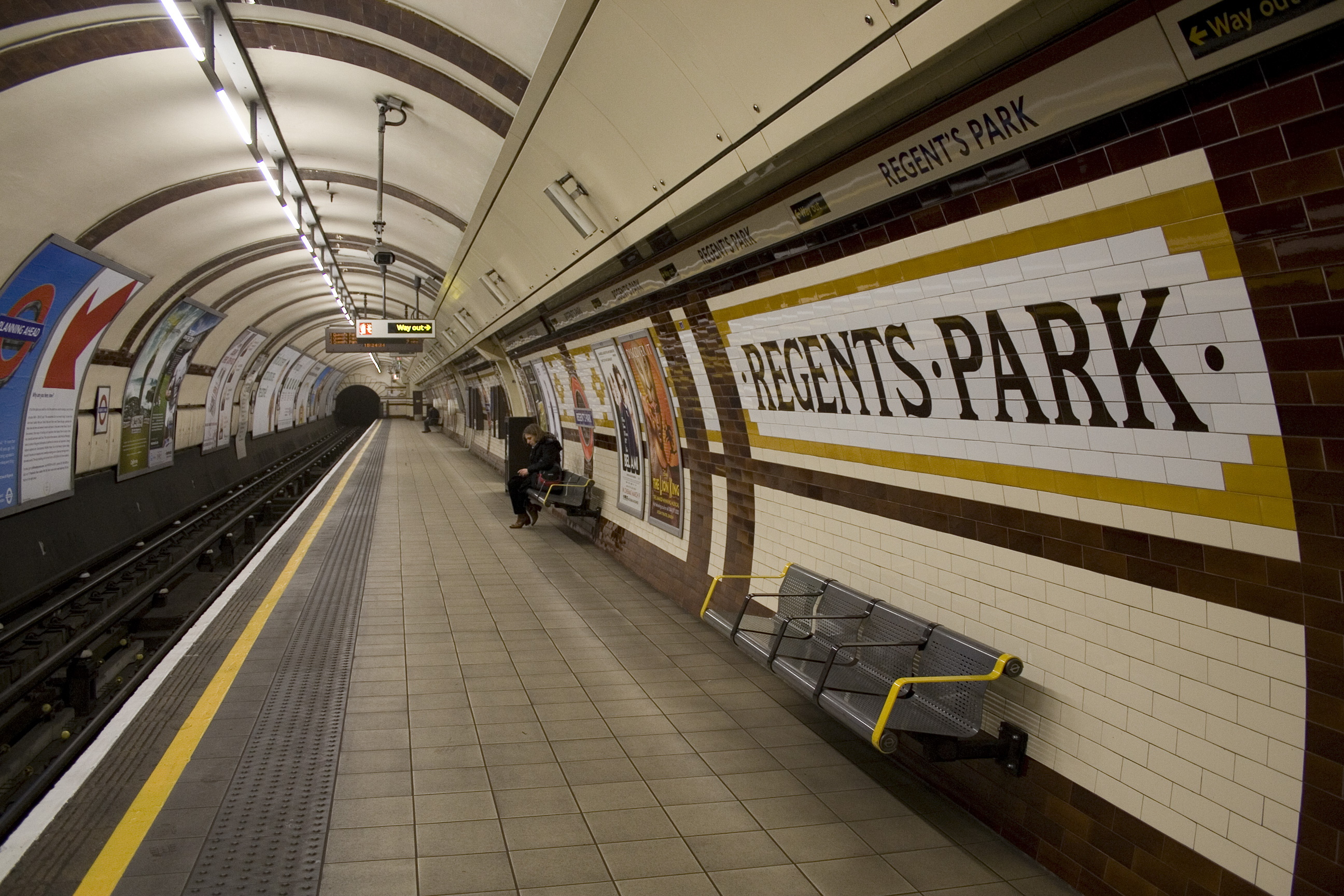
Платформа
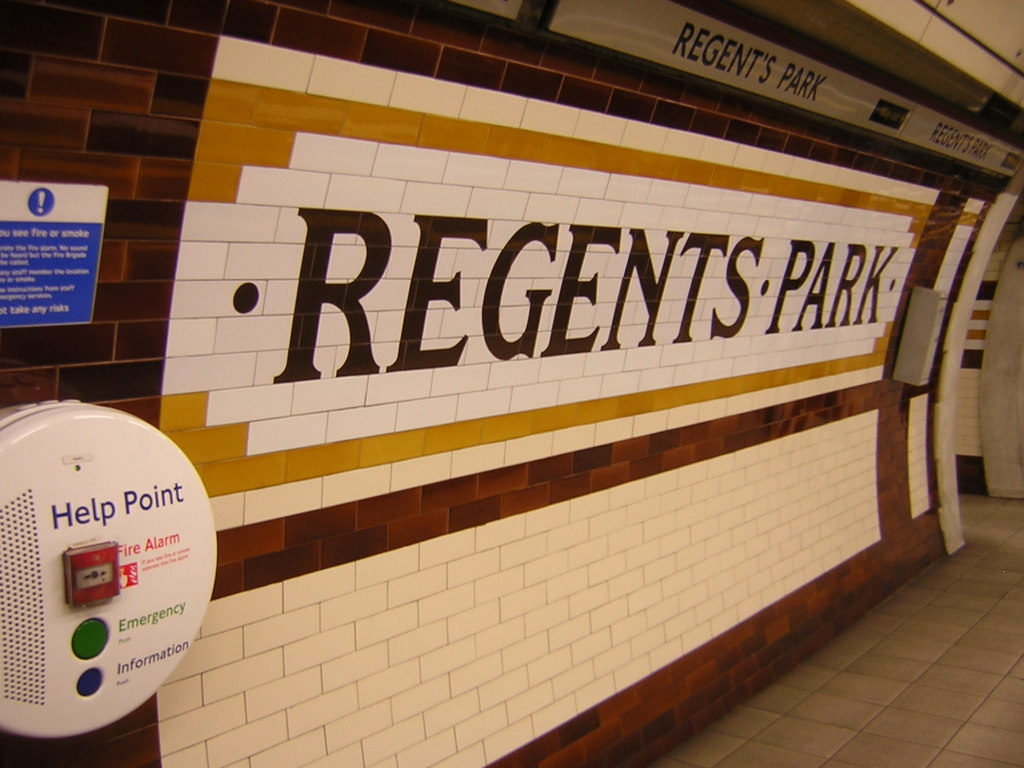
Облицовка платформы
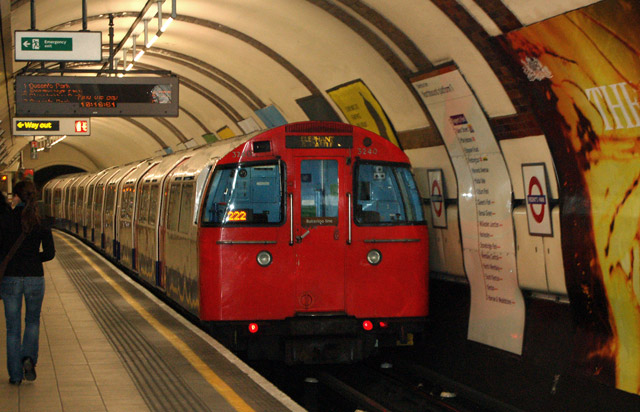
Состав округлого дизайна